# Antton Karrera Agirrebarrena
Antton Karrera Agirrebarrena (Amezketa, Guipúscoa, 1943) és un polític basc membre de la federació basca d'Izquierda Unida, Ezker Batua-Berdeak. A les eleccions al Parlament Basc de 2001 (VII Legislatura) fou elegit diputat i ocupà el lloc de portaveu del seu grup parlamentari des de gener de 2002, quan va substituir Javier Madrazo. A més, és Coordinador d'Ezker Batua-Berdeak a Guipúscoa i membre de la Presidència d'Euskadi.
Karrera va pertànyer a ETA durant el franquisme i fou als 27 anys un dels setze membres d'ETA asseguts al banc dels acusats durant el Procés de Burgos, contant com advocat amb Artemio Zarco. No obstant això, Karrera va començar ja cap a 1970 a condemnar les accions armades d'ETA, inclòs el segrest del cònsol Beilh, per no considerar-les la millor via per a lluitar contra la dictadura de Francisco Franco.